# Иполито II д’Есте
Вижте пояснителната страница за други личности с името Иполито д’Есте.
Иполито II д’Есте (на италиански: Ippolito II d’Este, Hippolyt; * 25 август 1509, Ферара, Херцогство Ферара; † 2 декември 1572, Рим, Папска държава) от Дом Есте, е италиански кардинал, архиепископ на Милано (1520 – 1550, 1558 – 1559), архиепископ на Лион (1539 – 1551) и епископ на Новара (1550 – 1551).
Той е покровител на художници и писатели, включително на Бенвенуто Челини. Построява Вила д'Есте в Тиволи. От млад води разпуснат живот, но също така е и любител на изкуството и особено на археологията.

## Произход
Иполито е вторият син на Алфонсо I д’Есте (* 1476 † 1534), херцог на Ферара, Модена и Реджо, и на втората му съпруга Лукреция Борджия (* 1480, † 1519), херцогиня на Ферара, Модена и Реджо, господарка на Непи, господарка на Сермонета и Басиано, херцогиня на Бишелие и княгиня на Салерно. Негови дядо и баба по бащина линия са херцозите на Ферара, Модена и Реджо Ерколе I д'Есте и Елеонора Арагонска, а по майчина – папа Александър VI и метресата му Ваноца Катанеи. Негов вуйчо е Чезаре Борджия, следователно той е братовчед на Франческо Борджия. По бащина линия е племенник на Изабела д'Есте и на кардинал Иполито д'Есте. Има четири братя и две сестри:
- Алесандро (*/† 1505)
- Ерколе II (* 1508; † 1559), херцог на Ферара, Модена и Реджо от 1534 г., съпруг на Рене Френска
- Алесандро (* 1514, † 1516)
- Елеонора (* 1515, † 1575), монахиня
- Франческо (* 1516; † 1578), маркиз на Маса Ломбарда, съпруг на Мария ди Кардона
- Изабела Мария (* 1519, † 1521)

Има и един или двама природени братя.

## Биография

### Начални години
През 1519 г., само на десет години, е миропомазан и получава малък чин. Неговият чичо кардинал Иполито д'Есте, на когото е кръстен, му отстъпва Архиепископството на Милано (но без големите приходи от него, които той запазва за себе си до смъртта си през 1520 г. На 20 май папа Лъв X го прави архиепископ, а на 24 юни умира майка му Лукреция. 
За да стане не само висш църковен сановник, но и отличен дипломат, Иполито е обучаван заедно с брат си Ерколе - най-възрастният наследник на херцогската титла с името Ерколе II д'Есте, според хуманистичното образование на времето: изучаване на класиците, музика, танци, конна езда, военно дело. До 1525 г. негови преподаватели са Челио Калканини и Фулвио Пелегрино Морато. 

### Кардинал
Иполито напуска Ферара, за да завърши университетското си образование в Падуа. След това брта му Ерколе II го изпраща в Кралство Франция с различни цели, включително тази да отдалечи съпругата му Рене Френска от връзки с френския двор,. Основната цел е Иполито да получи кардиналството и той не се поколебава да използва подкрепата на френския крал Франсоа I, което поставя въпроса за неговата балдъза на заден план. Операцията е дълга и сложна и си служи с контакти на най-високо ниво, докато споразумението между папата и Ерколе II относно подновяването на инвеститурата на Ферара не му отваря вратите на кардиналството: папа Павел III го прави кардинал в консисторията на 5 март 1539 г.
Връщайки се във Франция, Иполито е избран за кралски съветник, изпълнявайки дипломатически мисии за Франсоа I във Венеция и Рим, след което също се поставя в служба на Анри II, който се възкачва на трона през 1547 г.
Със смъртта на папа Павел III възкачването на папския престол става основната му цел в живота, в опита си да задоволи жаждата си за власт и да осигури вечна слава на семейството си, което все още не е дало папи на Римската църква. Иполито прави всичко възможно, за да постигне целта си, но всеки конклав представлява нова неуспех за него: избрани са папите Юлий III, Марцел II, Павел IV (който го отстранява от Папската държава по обвинение в симония, може би защото се притеснява да не бъде отровен от него), Пий IV, Пий V и Григорий XIII.

Иполито се отказва от пасторското управление на Архиепископията на Милано на 19 март 1550 г., но си възвръща апостолската администрация през 1555 г. и отново се отказва от нея на 16 декември 1556 г. През 1552 г. е назначен за губернатор на Сиена. През 1564 г. той става кардинал-дякон на Санта Мария ин Виа Лата в Рим.
Работи неуморно за изграждането, обновяването и реставрацията на много красоти на родния си град Ферара и в избрания от него град Рим. Той е най-известен с това, че иска за резиденция прекрасната Вила д'Есте в Тиволи, поверявайки работата на Пиро Лигорио. Кардиналът се грижи и за вилната резиденция на Есте Delizia di Belfiore и за двореца „Свети Франциск“ във Ферара, а също така  е активен във Фонтенбло, Сиена и Рим, където започва строителни разкопки в Санто Стефано Ротондо на Есквилин. Той също така насърчава реставрацията на вилата на Адриан.
Във Вила д'Есте той се радва на сърдечната визита на папа Григорий XIII, посрещнат с всички почести, дотолкова че в нощта преди пристигането на папата нарежда да се направи прекрасен фонтан, който с четири дракона представлява на живо спектакъла с фойерверки, който обичайно да се прави в замъка Сант Аднжело на 29 юни в чест на Св. св. Петър и Павел.

### Последни години и смърт
Последните му години са белязани от физическо страдание и подагра, които известният лекар Джироламо Кардано се опитва да излекува с малък успех. Когато времето на смъртта му наближава, Иполито завещава активите си на прелат на Алфонсо II д'Есте и на кардинал Луиджи д'Есте. Луиджи, който отдавна е в конфликт с чичо си, но се помирява с него веднага щом като разбира, че смъртта му е неизбежна, получава вилите на Монте Кавало на Квиринала и тази в Тиволи.
63-годишният Иполито уира в Рим след кратко боледуване на 2 декември 1572 г. Облечено в митра и пурпурни одежди, тялото му е изложено в главната зала на Монте Джордано. На следващия ден то е пренесено до църлвата „Санта Катерина де' Фунари“ (на чието убежище за „опасни момичета“ е покровител), където е изложено пет дни; след това е донесено в Тиволи на 8 декември, а на следващия ден в църквата „Санта Мария Маджоре“ (известна също като „Свети Франциск“) епископът на Тиволи Джовани Андреа Кроче отслужва заупокойната литургия. Погребан е в църквата „Санта Мария Маджоре“ в Тиволи, близо до Вила д'Есте.

## Личен живот и потомство
През живота си Иполито има любовни връзки с жени с не толкова блестяща репутация като Мадам д'Етамп (Ан дьо Писльо) и Диан дьо Поатие, отдавайки се на всякакъв вид партита, независимо от пищността и разходите, като е неспособен да поддържа трайна връзка. Поради тази причина името на майката на единствената му дъщеря, за която има сигурни сведения – Рената, която се омъжва за граф Лодовико Пико дела Мирандола през 1553 г. и умира две години по-късно, все още е неизвестно.